# 카프리치오
카프리치오(이탈리아어: cappriccio)는 즉흥성이 강한 소품을 부르는 말이다. 카프리스(영어: caprice), 광상곡(狂想曲), 기상곡(綺想曲)이라고도 한다.
형식은 대략 세도막형식으로 되어 있다. 시대에 따라 특징이 다른데, 바로크 시대에는 푸가풍의 것이 많았으며, 모음곡 등에도 편입된 일이 적지 않았다. 그러나 한편으로 요한 제바스티안 바흐의 〈사랑하는 형과의 이별에 부치는 카프리치오 바흐 작품 번호 992〉는 각 부분에 제목이 붙어 있다. 고전주의에서 낭만주의에 이르면 소나타 형식같이 충실한 구성으로 된 것이나, 접속곡풍으로 장대한 것도 나왔다. 그러나 반면 피아노용이나 바이올린용의 작은 곡도 즐겨 쓰였다. 따라서 기상곡에는 형식적으로 일정한 틀은 없다. 다만 자유로운 기분으로 쓰이고 있는 것이 특색이라고 할 수 있다.

## 예시
- 요한 제바스티안 바흐 사랑하는 형과의 이별에 부치는 카프리치오 바흐 작품 번호 992(하프시코드[또는 피아노] 독주)
- 게오르크 프리드리히 헨델: 카프리치오 사단조 헨델 작품 번호 483(하프시코드[또는 피아노] 독주)
- 레오시 야나체크: 카프리치오(협주곡)
- 죄르지 리게티: 2개의 카프리치오(피아노 독주)
- 펠릭스 멘델스존: 론도 카프리치오(피아노 독주)
- 니콜로 파가니니: 24개의 카프리치오(바이올린 독주)
- 니콜라이 림스키코르사코프: 스페인 기상곡(관현악)
- 카미유 생상스: 덴마크와 러시아 아리아 주제의 카프리치오(실내악[플루트, 오보에, 클라리넷, 피아노])
- 이고르 스트라빈스키: 피아노와 관현악을 위한 카프리치오(협주곡)
- 표트르 차이콥스키: 이탈리아 기상곡(관현악)
- 윌리엄 월튼: 익살스러운 카프리치오(관현악)
- 얀 디스마스 젤렌카: 카프리치오 바장조 젤렌카 작품 번호 184(관현악)
- 프란시스코 타레가: 아라비아 카프리치오(기타 독주)

## 참고 문헌
- 이 문서에는 다음커뮤니케이션(현 카카오)에서 GFDL 또는 CC-SA 라이선스로 배포한 글로벌 세계대백과사전의 내용을 기초로 작성된 글이 포함되어 있습니다.